# اچ‌ام‌تی فورس
اچ‌ام‌تی فورس (به انگلیسی: HMT Force) یک کشتی بود که طول آن ۱۳۸ فوت (۴۲ متر) بود. این کشتی در سال ۱۹۱۷ ساخته شد.